# 정재형 (1988년)
정재형(1988년 10월 18일 ~ )은 대한민국의 희극 배우이다. 2014년 KBS 공채 29기 개그맨으로 데뷔하였다. KBS 개그콘서트에서 '우주 라이크', '님아 그 강을 건너지 마오' 등 여러 코너에 출연하여 다양한 모습을 보여줌과 동시에 큰 재미를 주었다. 현재 스탠드업 코미디 공연을 하고 있으며(코로나19로 인해 중단), 유튜브 채널 '피식대학'에서 여러 코미디 콘텐츠와 함께 활발하게 활동하고 있다. 유튜브 '피식대학'에서 정재혁, 정광용, 방재호, 정희본 등 여러 부캐를 가지고 있다. 2021년 7월, 유튜브 '피식대학'은 구독자 136만명을 넘어서며, 많은 사랑을 받고 있다.

## 학력
- 배재중학교 졸업
- 배재고등학교 졸업
- 동국대학교 컴퓨터공학과

## 출연 작품
- 《개그콘서트》, KBS

〈달라스〉
〈힙합의 신〉
〈예뻐? 예뻐!〉
〈시청자 의견〉진행자 역
〈10년 후〉
〈불량엄마〉선생님 역
〈이.개.세 (이 개그맨들이 사는 세상)〉
〈우주 라이크〉
〈리액션 야구단〉캐스터 역
〈비호행〉좀비 1 역
〈억울한 영길씨〉
〈님아 그 강을 건너지 마오〉주인 할아버지 역

## 유행어
- 시청자 의견을 적극 반영하였습니다. (시청자 의견)
- 이 장면까지 항의가 있어 좀 더 현실적으로 재구성하였습니다. (시청자 의견)
- 이 장면이 비현실적이라는 시청자 의견을 적극 반영하여 재구성하였습니다. (시청자 의견)
- 다음 장면 보시겠습니다. (시청자 의견)
- 여기는 감마카피. 보급품 들고 접근 중입니다! (우주라이크)